# Strychnos nicaraguensis
Strychnos nicaraguensis  (лат.) — вид двудольных растений рода Стрихнос (Strychnos) семейства Логаниевые (Loganiaceae). Впервые описан американским ботаником Майклом Д. Хафтом в 1988 году.

## Распространение, описание
Считался эндемиком Никарагуа; типовой экземпляр был собран из Селаи, к северу от Талолинги. С недавнего времени отмечался в Панаме.
Лиана. Листья ромбическо-яйцевидные длиной 3—5,5 и шириной 1,4—2,2 см, светло-зелёные с верхней стороны и бледного оттенка с нижней. Цветков по 4—7 на каждом растении, 5—7 см в диаметре. Плоды шаровидные.